# Sebastian Barry
Sebastian Barry (ur. 5 lipca 1955 w Dublinie) – irlandzki powieściopisarz, dramaturg i poeta.
Barry dwukrotnie znalazł się na krótkiej liście nominacji do Nagrody Bookera za powieści A Long Long Way (2005) i The Secret Scripture (2008), z których ta druga zdobyła w 2008 nagrodę Costa Book of the Year oraz nagrodę James Tait Black Memorial Prize. Jego powieść z 2011, On Canaan's Side, znalazła się na długiej liście nominacji do Nagrody Bookera. W styczniu 2017 otrzymał nagrodę Costa Book of the Year za Days Without End, stając się pierwszym powieściopisarzem, który zdobył tę prestiżową nagrodę dwukrotnie.

## Twórczość
Debiutem prozatorskim Barry'ego była powieść Macker's Garden z 1982 . Jego pierwszą sztuką teatralną było The Pentagonal Dream, wystawiona w Damer Theatre w marcu 1986 . Następnie ukazało się kilka tomików poezji oraz kolejna powieść, The Engine of Owl-Light z 1987.
Pradziadek Barry'ego ze strony matki, James Dunne, był inspiracją dla głównego bohatera jego najbardziej znanej na świecie sztuki, „The Steward of Christendom” (1995), która zdobyła nagrodę Christopher Ewart-Biggs Memorial Prize, nagrodę Lloyd's Private Banking Playwright of the Year Award oraz inne wyróżnienia. Główny bohater, Thomas Dunne, w sztuce pełnił funkcję naczelnika policji metropolitalnej Dublina w latach 1913–1922. Nadzorował on tereny wokół Zamku Dublińskiego aż do przejęcia władzy przez Wolne Państwo Irlandzkie 16 stycznia 1922.
Zarówno „The Steward of Christendom”, jak i powieść „The Whereabouts of Eneas McNulty” (1998) opowiadają o perypetiach lojalistycznych Irlandczyków w czasie politycznych wstrząsów początku XX wieku.
Jego powieść A Long Long Way znalazła się na krótkiej liście nominacji do Nagrody Bookera w 2005. Powieść opowiada historię Willie'ego Dunne'a, młodego rekruta Royal Dublin Fusiliers podczas I wojny światowej. Przywołuje ona rozdartą lojalność, którą wielu irlandzkich żołnierzy odczuwało w tamtym czasie po powstaniu wielkanocnym w 1916. Willie Dunne, syn fikcyjnego Thomasa Dunne'a, po raz pierwszy pojawia się jako drugoplanowa, ale ważna postać w The Steward of Christendom.
Powieść Barry'ego z 2008 The Secret Scripture zdobyła nagrodę James Tait Black Memorial Prize w kategorii fikcji literackiej, najstarszą tego typu nagrodę w Wielkiej Brytanii, Costa Book of the Year 2008 oraz (w tłumaczeniu francuskim Le testament caché) Cezam Prix Littéraire Inter CE 2010. The Secret Scripture była również faworytem do wygrania Nagrody Bookera 2008, przegrywając nieznacznie z Białym tygrysem Aravinda Adigi.
Po stronie Kanaanu , piąta powieść Barry’ego, opowiada o Lily Bere, siostrze postaci Willy’ego Dunne’a z powieści „A Long Long Way” i córce postaci Thomasa Dunne’a z powieści „The Steward of Christendom”, która emigruje do USA. Powieść znalazła się na długiej liście nominacji do Nagrody Bookera w 2011 i zdobyła Nagrodę Waltera Scotta w 2012.
Kolejna powieść Barry'ego, „The Temporary Gentleman” (2014), opowiada historię Jacka McNulty'ego – Irlandczyka, służącego w armii brytyjskiej podczas II wojny światowej. W 2016 roku ukazała się powieść Barry'ego „Days Without End”. Zdobyła ona nagrody Costa Book of the Year 2017, Walter Scott Prize i The Independent Booksellers' Prize, a także znalazła się na długiej liście nominacji do Man Booker Prize w 2017.
Powieść Barry’ego z 2023, Old God’s Time, znalazła się na krótkiej liście nominacji do International Dublin Literary Award w 2024  i na długiej liście nominacji do Nagrody Bookera 2023 .

## Uznanie i nagrody
Barry został wybrany na członka Królewskiego Towarzystwa Literackiego w 2009.  Przyznano mu doktoraty honorowe Uniwersytetu East Anglia (2010), NUI Galway (2012),  i Open University (2014) .
W 2022 został mianowany honorowym członkiem Trinity College.

## Wybrane dzieła:

### Poezja
- Kolorzysta wodny (Dolmen Press, 1983)
- Miasto retoryczne (Dolmen Press, 1985)
- Fanny Hawke jedzie na kontynent na zawsze (Raven Arts Press, 1989)

### Beletrystyka
- Ogród Mackera (1982)
- Silnik Sowy-Światła (1987)
- Miejsce pobytu Eneasa McNulty'ego (1998)
- Annie Dunne (2002)
- Długa, długa droga (2005)
- Tajemne Pismo (2008)
- Po stronie Kanaanu (2011)
- Tymczasowy dżentelmen (2014)
- Dni bez końca (2016)
- Tysiąc księżyców (2020)
- Czas Starego Boga (2023)

### Sztuki teatralne
- Sen pięciokątny (1986)
- Chłopcy szefa Grady'ego (1988)
- Modlitwy Sherkina (1990)
- Ulica Białej Kobiety (1992)
- Jedyna prawdziwa historia Lizzie Finn (1995)
- Zarządca chrześcijaństwa (1995)
- Matka Boska ze Sligo (1998)
- Hinterland (2002)
- Gwiżdżąca Psyche (2004)
- Fred i Jane (2004)
- Duma ulicy Parnell (2008)
- Dallas Sweetman (2008)
- Opowieści z Ballycumber (2009)
- Angielski Andersena (2010)
- Na wzgórzu jagodowym (2017)

## Odniesienia
1. ↑  Costa Book of the Year: Sebastian Barry celebrates second win. 31 January 2017. [dostęp 1 February 2017].zły zapis daty dostępu
2. ↑  Sebastian Barry. [dostęp 14 June 2023].zły zapis daty dostępu
3. ↑  Macker's Garden. 31 January 2019. [dostęp 14 June 2023].zły zapis daty dostępu
4. ↑  The Pentagonal Dream. PlayographyIreland. [dostęp 10 June 2023].zły zapis daty dostępu
5. ↑  5 reasons to see on Blueberry Hill by Sebastian Barry. Pavilion Theatre, 31 January 2019.
6. ↑  John Dorney: Today In Irish History – January 16 1922, The Handover Of Dublin Castle – Or Was It?. The Irish Story, 15 January 2022. [dostęp 15 June 2023].zły zapis daty dostępu
7. ↑  Sebastian Barry wins 2008 Costa Book of the Year. 27 January 2009. [dostęp 4 February 2009]. [zarchiwizowane z tego adresu (26 March 2009)].zły zapis daty dostępu
8. ↑  Cezam Prix Littéraire Inter CE. [dostęp 11 July 2011].zły zapis daty dostępu
9. ↑  Days Without End by Sebastian Barry. 20 October 2016. [dostęp 16 June 2023].zły zapis daty dostępu
10. ↑  Wright shortlisted for 2024 Dublin Literary Award. 2024-03-27. [dostęp 2024-03-28].
11. ↑  Barry, Sebastian. Royal Society of Literature, 2023-09-01. [dostęp 2025-07-08]. (ang.).
12. ↑  NUI Galway Honours Four Outstanding Individuals with Honorary Degrees. 29 June 2012. [dostęp 16 June 2023].zły zapis daty dostępu
13. ↑  Trinity Monday 2022 – Fellows and scholars. tcd.ie, 25 April 2022. [dostęp 2022-04-26].